# Abraxas degener
Abraxas degener là một loài bướm đêm thuộc họ Geometridae. Nó được Warren miêu tả năm 1894.